# Beta

Beta — majuskulní i minuskulní varianta

Beta či Béta (majuskulní podoba Β, minuskulní podoba β nebo ϐ uprostřed slova,[zdroj⁠?!] novořecký název βήτα, starořecký βῆτα) je druhé písmeno řecké abecedy. V systému řeckých číslovek má hodnotu 2. Z tohoto písmene vzniklo písmeno 'B' v latince a písmena 'Б' a 'В' v cyrilici. Tvarem se tento znak podobá znaku ß (ostré s) německé abecedy.
V moderní řečtině reprezentuje znělou labiodentální frikativu ([v]IPA).

## Použití
Písmene 'β' se používá například jako symbolu pro:
- záření beta
- bezrozměrnou rychlost
- termodynamické beta
- proudový zesilovací činitel tranzistoru
- β-anomer, jeden z izomerů sacharidů
- konstantu stability komplexů v analytické chemii
- vnitřní úhel u vrcholu B v trojúhelníku ABC
- mutaci 501.V2 koronaviru SARS-CoV-2 (též B.1.351), pocházející z Jihoafrické republiky

## Reprezentace v počítači
V Unicode je podporováno jak
- majuskulní beta
  - U+0392 GREEK CAPITAL LETTER BETA
- tak minuskulní beta i jeho vnitřní varianta
  - U+03B2 GREEK SMALL LETTER BETA
  - U+03D0 GREEK SYMBOL BETA

V HTML je možné je zapsat pomocí &#914; respektive
&#7838; respektive &#976, případně pomocí HTML entit
&Beta; respektive &beta; (pro vnitřní minuskulní
variantu HTML entita není).
V LaTeXu je možné minuskulní beta napsat pomocí příkazu
\beta, místo majuskulní se používá písmeno 'B'
z latinky.